# Sulíkov
Sulíkov település Csehországban, a Blanskói járásban. Sulíkov Rozsíčka, Vranová, Letovice, Křetín és Petrov településekkel határos. Lakosainak száma 314 fő (2024. január 1.).

## Népesség
A település lakosságának változását az alábbi diagram mutatja:
| Lakosok száma | 218  | 238  | 248  | 207  | 257  | 264  | 293  | 306  | 303  | 314  |
|               | 1869 | 1890 | 1921 | 1950 | 1980 | 2001 | 2017 | 2019 | 2022 | 2024 |